# Saša Radulović (calciatore)
Saša Radulović (Zenica, 31 luglio 1978) è un ex calciatore jugoslavo naturalizzato australiano, di ruolo centrocampista.

## Carriera

### Club
Radulović iniziò la carriera con i Brisbane Strikers, i Marconi Stallions, Oberhausen e Ahlen.
Nel 2005, passò al Lillestrøm. Debuttò nella Tippeligaen il 17 aprile, sostituendo Pål Strand nel successo per 1-0 sul Lyn Oslo.
Vestì poi le maglie di Augusta, Brisbane Wolves, Čelik Zenica, Újpest e nuovamente Brisbane Wolves, dove gioca tuttora.